# Black Magic Woman (película de 1991)
Black Magic Woman (conocida en México como Mujer de magia negra) es una película de romance, suspenso y terror de 1991, dirigida por Deryn Warren, que a su vez la escribió junto a Jerry Daly y Marc Springer, musicalizada por Randy Miller, en la fotografía estuvo Levie Isaacks y los protagonistas son Apollonia Kotero, Mark Hamill y Stella Pacific, entre otros. El filme fue realizado por Dream Cinema Productions y Trimark Pictures, se estrenó el 24 de abril de 1991.

## Sinopsis
El propietario de una galería de arte suburbana tiene que encontrar a alguien que lo exorcice, ya que una bruja lo hechizó.